# Marinus Willett
Marinus Willett (Jamaica, 31 luglio 1740 – New York, 22 agosto 1830) è stato un politico statunitense, 48° sindaco di New York.